# Temperatura efektywna (fizyka)
Temperatura efektywna – wielkość fizyczna charakteryzująca temperaturę ciała. Jest to temperatura ciała doskonale czarnego, które promieniuje z tą samą całkowitą gęstością strumienia, co rozważane ciało. Takie określenie pozwala opisać temperaturę ciała na podstawie emitowanego promieniowania elektromagnetycznego nawet, jeśli jego rozkład promieniowania odbiega od rozkładu Plancka.
Temperaturę efektywną wyznacza się na podstawie prawa Stefana-Boltzmanna: 
{\displaystyle {\mathcal {F}}_{\mathrm {Bol} }=\sigma \,T_{\mathrm {eff} }^{4},}
gdzie:
{\displaystyle {\mathcal {F}}_{\mathrm {Bol} }} – strumień energii wypromieniowywany w kierunku prostopadłym do powierzchni ciała [W/m²],
{\displaystyle \sigma } – stała Stefana-Boltzmanna.